# Time Inc.
 For alternative betydninger, se Time (flertydig). (Se også artikler, som begynder med Time)
Time Inc. er et amerikansk medieselskab grundlagt i New York den 28. november 1922 af Henry Luce og Briton Hadden. Virksomheden ejer og udgiver over 100 forskellige magasiner, herunder TIME, Sports Illustrated, Fortune, People, Life, og Entertainment Weekly. Via datterselskabet Time Inc. UK udgiver koncernen også magasiner i Storbritannien, hvor der bl.a. udgives What's on TV, NME og Country Life. Udover magasiner er Time Inc. involveret i drift af mere end 60 websites og andre digitale udgivelser som MyRecipes, Extra Crispy, TheSnug, HelloGiggles og MIMI.
Selskabet indgik i perioden fra 1990 til 2014 som en del af mediekoncernen Time Warner. Fra 2014 til 2017 var Time Inc. et børsnoteret selskab. I november 2017 blev offentliggjort, at konkurrenten Meredith Corporation overtager Time Inc. betinget af godkendelse.
Selskabet har hovedkvarter i New York City.

## Historie
Selskabet blev grundlagt i 1922 og udgav sit første magasin TIME i marts 1923. TIME opnåede hurtigt succes, og selskabet udvidede med yderligere blade, som Fortune (1930), LIFE (1936) og Sports Illustrated (1954). Udover magasiner havde Time en række andre aktiviteter indenfor mediebranchen, bl.a. etablerede Time Inc. netværket HBO i 1972.
I 1990 blev Time Inc. fusioneret med Warner Communications. Det fælles selskab blev herefter Time Warner og det nye Time Inc. varetog som et datterselskab mediekoncernens forlagsgren. Time Inc. blev i juni 2014 udskilt som et selvstændigt børsnoteret selskab, hvor aktionærerne i Time Warner som led i opsplitningen modtog aktier i Time Inc.
I november 2017 meddelte den konkurrerende medievirksomhed Meredith Corporation, at den havde lagt bud på Time Inc. for $2,8 milliarder. Opnås godkendelse til overdragelsen, vil Time Inc. herefter indgå i Meredith-gruppen.

## Publikationer
Blandt selskabets mere kendte publikationer er:
- Time Magazine
- Entertainment Weekly
- Fortune
- LIFE
- Marie Claire
- Money
- People
- Sports Illustrated

## Eksterne links
- Hjemmeside